# Chú bọt biển tinh nghịch (loạt phim)
Chú bọt biển tinh nghịch (tựa tiếng Anh: SpongeBob SquarePants) là một bộ phim truyền hình hoạt hình của Mỹ đã được chuyển thể thành nhiều phim chiếu rạp, bắt đầu từ năm 2004 với Chú bọt biển tinh nghịch. Các bộ phim được phân phối bởi Paramount Pictures. Phim có sự tham gia của dàn diễn viên lồng tiếng truyền hình thông thường: Tom Kenny, Bill Fagerbakke, Rodger Bumpass, Clancy Brown, Mr. Lawrence, Jill Talley, Carolyn Lawrence, Mary Jo Catlett và Lori Alan.
Kế hoạch cho một bộ phim dựa trên loạt phim này bắt đầu vào năm 2001 khi Nickelodeon và Paramount Pictures bắt đầu tiếp cận người sáng tạo loạt phim Stephen Hillenburg cho một bộ phim chiếu rạp. Ban đầu anh ấy từ chối lời đề nghị của họ, nhưng bắt đầu phát triển nó vào năm 2002 sau khi hoàn thành mùa thứ ba của chương trình. Hillenburg đạo diễn bộ phim, được công chiếu tại Mỹ vào ngày 19 tháng 11 năm 2004 với thành công về mặt phê bình và thương mại. Ban đầu nó được lên kế hoạch đóng vai trò là phần cuối của loạt phim, nhưng thành công của nhượng quyền thương mại đã dẫn đến việc sản xuất nhiều tập hơn. Anh hùng lên cạn, do cựu người dẫn chương trình Paul Tibbitt làm đạo diễn, tiếp nối vào năm 2015. Phần phim thứ ba, Bọt biển đào tẩu, do cựu biên kịch chương trình Tim Hill làm đạo diễn và phát hành vào năm 2020.

## Phim
- Chú bọt biển tinh nghịch (2004)
- SpongeBob: Anh hùng lên cạn (2015)
- SpongeBob: Bọt biển đào tẩu (2020)